# Wysoki Grąd
Wysoki Grąd (deutsch Wysockigrund, 1932 bis 1945 Lindengrund) ist ein kleines Dorf in der polnischen Woiwodschaft Ermland-Masuren und gehört zur Gmina Rozogi (Landgemeinde Friedrichshof) im Powiat Szczycieński (Kreis Ortelsburg).

## Geographische Lage
Wysoki Grąd liegt in der südlichen Mitte der Woiwodschaft Ermland-Masuren, 25 Kilometer östlich der Kreisstadt Szczytno (deutsch Ortelsburg).

## Geschichte
Die Gründungshandfeste für Wysockigrund (nach 1820 Wysokigrond, nach 1876 Wyssockigrund) ist auf den 3. Februar 1686 datiert und erwähnt Caspar Bieber und Casimir Sadlowski als Siedler. 1781 hieß es über die wirtschaftlichen Verhältnisse der Bauern: „An Heu gewinnt jeder Wirt ca. 4–6 Fuder, der Heubedarf muss zum  Teil in Polen gedeckt werden“ und die Bauern „beschäftigen sich mit Ackerbau und Viehzucht und verkaufen Leinwand nach Polen“.
Im Jahre 1874 wurde Wysockigrund in den neu errichteten Amtsbezirk Friedrichsfelde (polnisch Chochół) im ostpreußischen Kreis Ortelsburg eingegliedert., 1881 dann in den benachbarten Amtsbezirk Farienen (polnisch Faryny) umgegliedert.
Am 8. Januar 1894 schlossen sich die Landgemeinden Kokosken (1938 bis 1945 Kleinlindengrund, polnisch Kokoszki), Lipniak (bei Farienen, 1938 bis 1945 Lindenheim, polnisch Lipniak) und Wysockigrund zur neuen Landgemeinde Wysockigrund im Amtsbezirk Farienen zusammen. Im Jahre 1910 zählte sie insgesamt 256 Einwohner. Aufgrund der Bestimmungen des Versailler Vertrags stimmte die Bevölkerung in den Volksabstimmungen in Ost- und Westpreußen am 11. Juli 1920 über die weitere staatliche Zugehörigkeit zu Ostpreußen (und damit zu Deutschland) oder den Anschluss an Polen ab. In Wysockigrund stimmten 164 Einwohner für den Verbleib bei Ostpreußen, auf Polen entfielen keine Stimmen.
Am 9. Dezember 1932 wurde Wysockigrund aus politisch-ideologischen Gründen der Abwehr fremdländisch klingender Ortsnamen in „Lindengrund“ umbenannt. Die Einwohnerzahl belief sich 1933 auf 219 und betrug 1939 noch 206.
Lindengrund wurde 1945 in Kriegsfolge mit dem gesamten südlichen Ostpreußen an Polen überstellt und erhielt die polnische Namensform „Wysoki Grąd“. Heute ist es eine Ortschaft innerhalb der Landgemeinde Rozogi (Friedrichshof) im Powiat Szczycieński (Kreis Ortelsburg), bis 1998 der Woiwodschaft Ostrołęka, seither der Woiwodschaft Ermland-Masuren zugehörig. Im Jahre 2011 zählte der kleine Ort 33 Einwohner.

## Kirche

### Evangelisch
Bis 1945 war die mehrheitlich evangelische Bevölkerung in Wysockigrund resp. Lindengrund in die evangelische Kirche Friedrichshof in der Kirchenprovinz Ostpreußen der Kirche der Altpreußischen Union eingepfarrt. Heute gehört Wysoki Grąd zur Kirche in Szczytno (Ortelsburg) in der Diözese Masuren der Evangelisch-Augsburgischen Kirche in Polen.

### Römisch-katholisch
Die römisch-katholischen Einwohner gehörten zur Pfarrei in Liebenberg (polnisch Klon) im damaligen Bistum Ermland. Heute ist die fast ausnahmslos katholische Einwohnerschaft Wysoki Grąds der Kirche in Faryny im jetzigen Erzbistum Ermland zugeordnet.

## Schule
Die Schule in Wysockigrund/Lindengrund war eine Gründung Friedrichs des Großen.

## Verkehr
Wysoki Grąd liegt an einer Nebenstraße, die von Kolonia (Grünwalde) über Borki Rozowskie (Borken, 1938 bis 1945 Wildheide) zur Landesstraße 59 und weiter bis Faryny (Farienen) führt.
Bis 1961 war Faryny die nächste Bahnstation und lag an der heute nicht mehr befahrenen Bahnstrecke Puppen–Myszyniec der Ortelsburger Kleinbahn bzw. der Polnischen Staatsbahn.